# Ceracis similis
Ceracis similis is een keversoort uit de familie houtzwamkevers (Ciidae). De wetenschappelijke naam van de soort werd in 1894 gepubliceerd door George Henry Horn.